# Ey Reqîb
Ey Reqîb (deutsch: „O Feind“) ist die offizielle Hymne der Autonomen Region Kurdistan und gilt als Nationalhymne der Kurden. Sie wird auch für die Autonome Region Nordsyrien (Rojava) verwendet. Der kurdische Dichter Dildar verfasste den Text der Hymne 1938 in Sorani, als er im Gefängnis saß. Ey Reqîb war die Nationalhymne der Republik Mahabad.

## Kurdischer Originaltext mit deutscher Übersetzung
kurdisch
| Ey raqîb Ey raqîb her mawe qewmî kurd ziman, Na şikênê danerî topî zeman. Kes nelê kurd mirduwe; kurd zînduwe, Zînduwe qet nanewê alakeman. Lawî kurd hestaye ser pê wek dilêr Ta be xwên nexsîn deka tacî jiyan. Kes nelê kurd mirduwe, kurd zînduwe, Zînduwe qet nanewê alakeman. Ême roley Midya u Keyxusrewîn, Dînman, ayînman her nishteman Kes nelê kurd mirduwe, kurd zînduwe, Zînduwe qet nanewê alakeman. Ême roley rengî sûr u şorişîn, Seyrîke xwênawiya raburdûman. Kes nelê kurd mirduwe, kurd zînduwe, Zînduwe qet nanewê alakeman. Lawî kurdî hazir u amadeye, Giyan fîdane, giyan fîda, her giyan fîda. Kes nelê Kurd mirduwe, kurd zînduwe, Zînduwe qet nanewê alakeman. | O Feind O Feind! Die Kurden und ihre Sprache leben noch immer! Nicht einmal Bomben aller Zeit können sie vernichten. Niemand soll behaupten, die Kurden wären tot, die Kurden leben. Sie leben – die Fahne wird nie fallen Die kurdische Jugend hat sich erhoben wie die Löwen Um sich mit Blut zu schmücken mit der Krone des Lebens . Niemand soll behaupten, die Kurden wären tot, die Kurden leben. Sie leben – die Fahne wird nie fallen Wir sind die Kinder der Meder und des Kyaxares Unser Glaube und unsere Religion, ist nur das Vaterland. Niemand soll behaupten, die Kurden wären tot, die Kurden leben. Sie leben – die Fahne wird nie fallen Wir sind die Kinder der roten Farbe und der Revolution. Siehe unsere Vergangenheit, blutig ist sie. Niemand soll behaupten, die Kurden wären tot, die Kurden leben. Sie leben – die Fahne wird nie fallen Die kurdische Jugend ist jederzeit bereit, Ihr Leben zu opfern, ihr Leben zu opfern, all ihr Leben zu opfern. Niemand soll behaupten, die Kurden wären tot, die Kurden leben. Sie leben – die Fahne wird nie fallen |

## Text auf Kurmandschi und Zazaisch
| Text auf Kurmandschi | Text auf Zazaisch |
| --- | --- |
| Ey Reqîb Ey reqîb her, maye qewmê Kurd ziman Nasikê û danayê bi topê zeman Kes nebê Kurd dimirin, Kurd jîn dibin Jîn dibin qet nakevê ala Kurdan Lawê Kurd rabûye ser pê wek şêran Ta bi xwîn nexshîn bike tacê jîyan Kes nebê Kurd dimirin, Kurd jîn dibin Jîn dibin qet nakevê ala Kurdan Em xortên Mîdya û Keyxusrewîn Dîn îman u ayîman, her nishtîman Kes nebê Kurd dimirin, Kurd jîn dibin Jîn dibin qet nakevê ala Kurdan Em xortên rengê sor û şoreşin Seyr bike xwîna dîyan me da rijand Kes nebê Kurd dimirin, Kurd jîn dibin Jîn dibin qet nakevê ala Kurdan Xortê Kurd tev hazir û amadene Canfîdane, canfîdane, her canfîda Kes nebê Kurd dimirin, Kurd jîn dibin Jîn dibin qet nakevê ala Kurdan | Ey Reqîb Ey reqîb her mendo qewmê kurdziwanî Nêşikîno, nêkuwno bi topa zemanî Kes mevajo kurd mireno, kurd cuyîno Cuyîno, qet nêna war beyraqa ma Lajê kurdî vaşto ra payan fênda çêran Ta bi gonî bineqişne tacê cuyane Kes mevajo kurd mireno, kurd cuyîno Cuyîno, qet nêna war beyraqa ma Ma domanê Medya û Keyxusrew îme Dîn îman, ayînê ma her welat o Kes mevajo kurd mireno, kurd cuyîno Cuyîno, qet nêna war beyraqa ma Ma domanê rengê sûr û şoreş îme Temaşeke, gonin o ravêrdeyê ma Kes mevajo kurd mireno, kurd cuyîno Cuyîno, qet nêna war beyraqa ma Lajê kurdî her hazir û amade yo Canfeda yo canfeda, her canfeda Kes mevajo kurd mireno, kurd cuyîno Cuyîno, qet nêna war beyraqa ma |